# 林英 (明朝)
林英（？—？），字孟华，福建連江崇礼人，明朝政治人物、同進士出身。
洪武二十六年，福建癸酉乡试中舉。洪武二十七年（1394年）甲戌科進士，擔任浙江按察司佥事。